# John Gassner
John Waldhorn Gassner ( Máramarossziget, atual Sighetu Marmaţiei, 1903 - New Haven, 2 de Abril de 1967)  foi um crítico e historiador do teatro norte-americano, um dos mais importantes do século XX. 
Nascido em Marajozssziget, então território austro-húngaro, Gassner emigrou para os Estados Unidos em 1911. Obteve seu bacharelado em Artes, em 1924, e o mestrado em 1925, na Universidade Columbia.
Começou sua carreira como crítico literário no  Herald Tribune de Nova York (1926-1928). Foi editor textos teatrais e chefe do departamento de repertório do Guild Theater (1931-1944). Gassner ensinou crítica teatral e dramaturgia em várias instituições universitárias, como o Hunter College, a Universidade Columbia , a Universidade de Michigan, o Queens College e a New School for Social Research.
Em 1956 passou a lecionar na Escola de Teatro de Yale como professor de redação de textos teatrais, posição que manteve até sua morte. 
Gassner atuou como crítico teatral em publicações como New Theatre Magazine, The Forum e Time. Foi autor e editor de numerosas publicações.

## Principais obras
Dentre os numerosos livros do autor, destacam-se:
- Masters of the Drama
- Producing the Play
- Form and Idea in Modern Theatre
- Theatre at the Crossroads
- Dramatic Soundings
- Form and Idea in Modern Theater
- Treasury of the Theatre.